# Marin Cureau de la Chambre

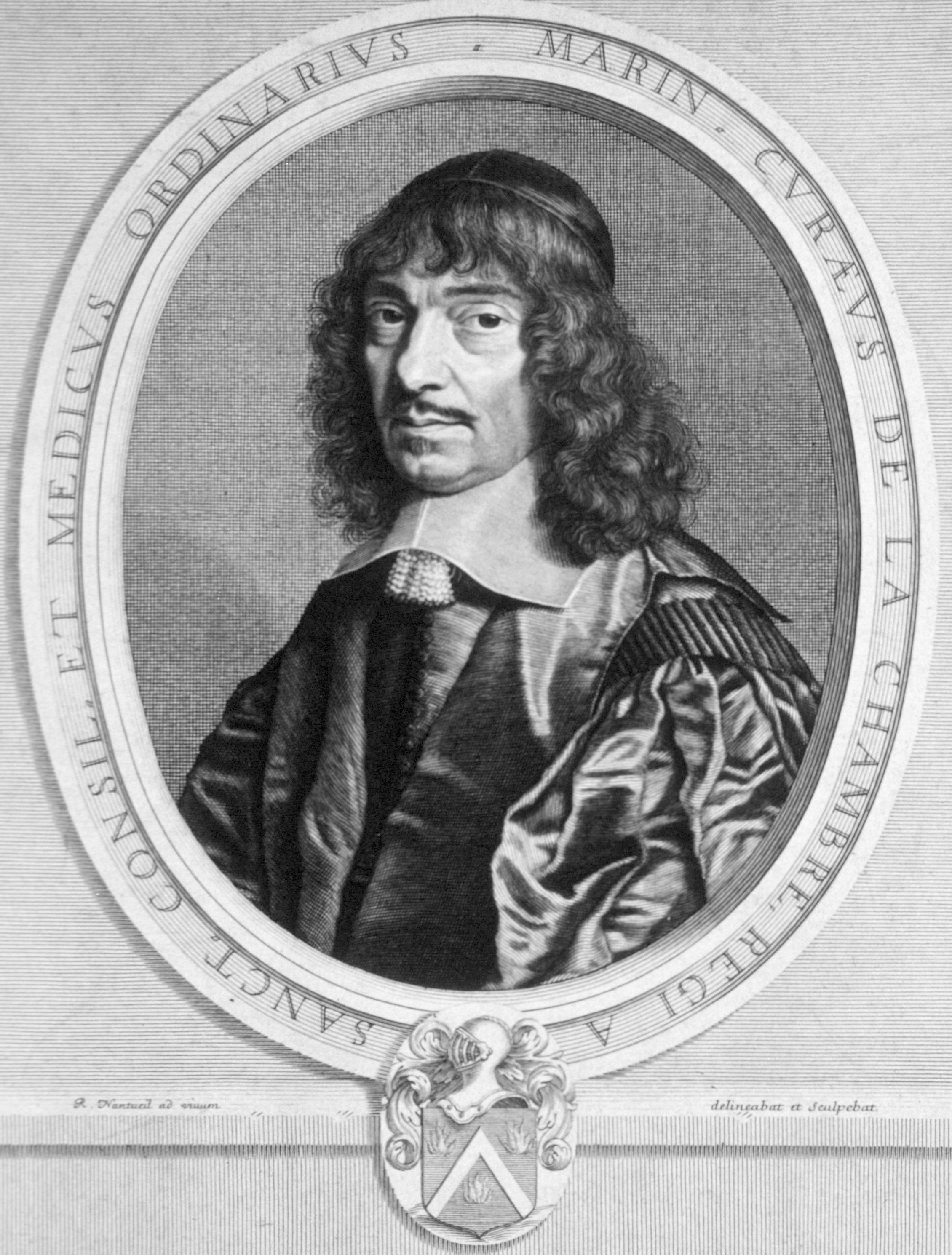
Marin Cureau de la Chambre

Marin Cureau de la Chambre (* 1594 in Saint-Jean-d’Assé bei Le Mans; † 29. Dezember 1669 in Paris) war Schriftsteller, Philosoph, Leibarzt und Berater des französischen Königs Ludwig XIV. Ab etwa 1630 ist er als Arzt in Paris. Er hat schnell Erfolg, verkehrt in den Salons, wird Leibarzt des Königs und Mitglied der Académie Française und verfasst Bücher über schöngeistige, philosophische und wissenschaftliche Themen. 1666 wurde er Gründungsmitglied der Académie des sciences.
Er war der Vater von Pierre Cureau de La Chambre.
Der Asteroid (7126) Cureau ist nach ihm benannt.

## Werke

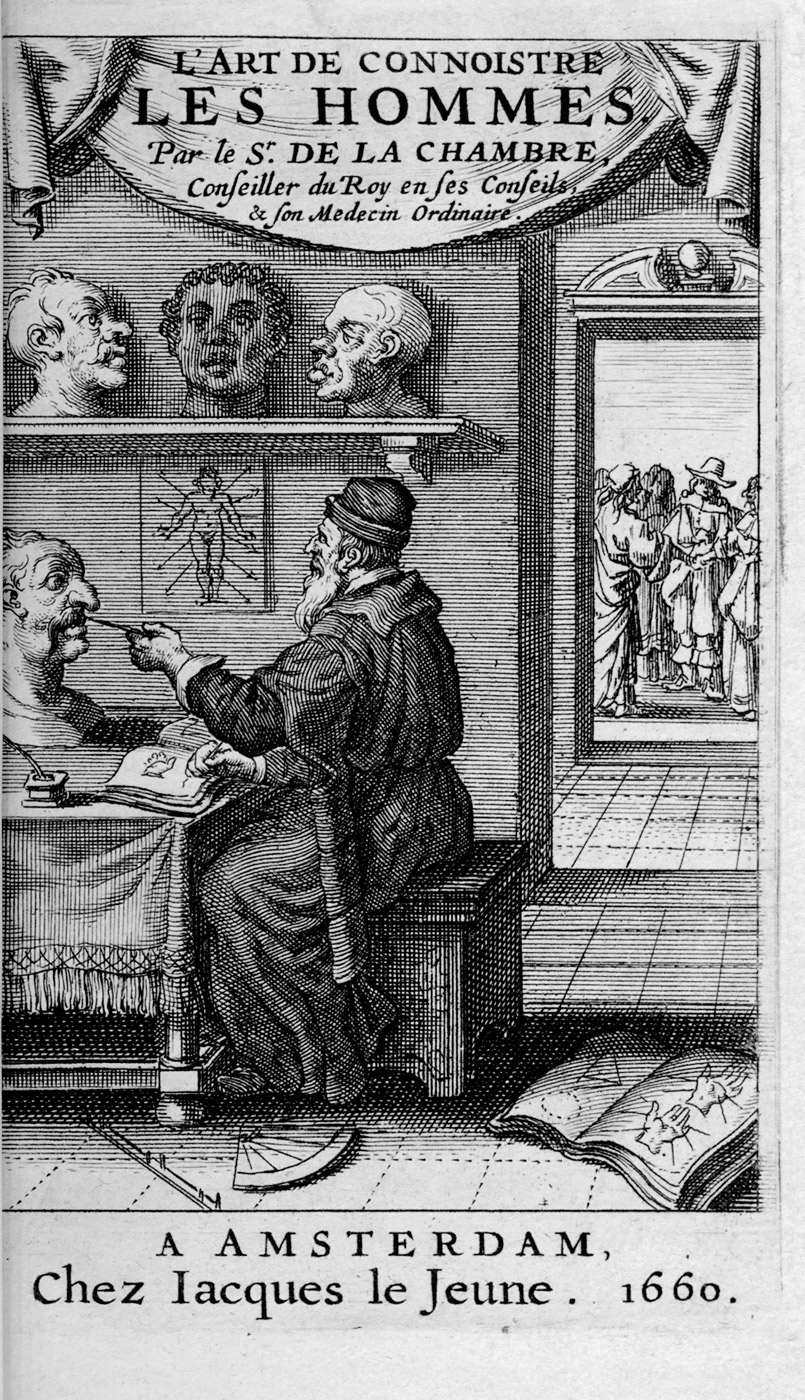
L'Art de connoistre les hommes (mit Abbildung eines Physiognomikers)

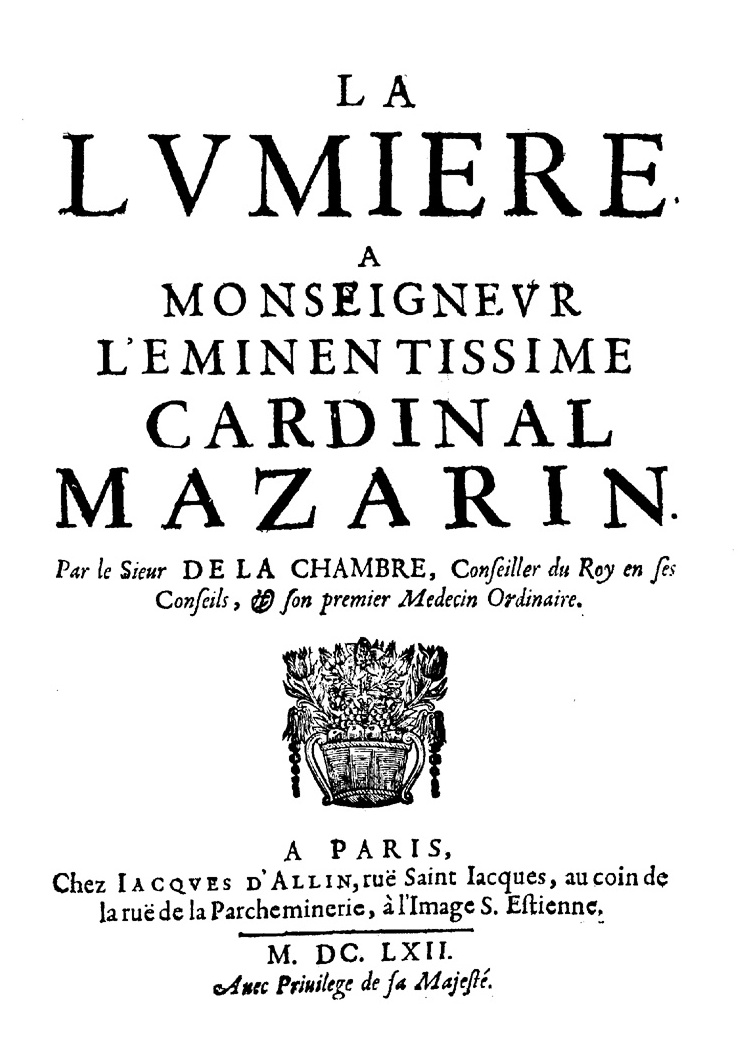
La lumiere, 1662

- Nouvelles pensées sur les causes de la lumière, du desbordement du Nil et de l'amour d'inclination (1634)
- Nouvelles conjectures sur la digestion (1636)
- Traitté des libertez de l’Église de France (1639)
- Les Charactères des passions (4 volumes, 1640-1662). Volume 2 : Où il est traitté de la nature et des effets des passions courageuses. Volume III. Où il est traitté de la Nature & des Effets de la haine et de la douleur. Volume IV : Où il est traitté de la Nature, des Causes & des Effects des larmes, de la crainte, du désespoir
- Nouvelles observations et conjectures sur l'iris (1640). Deutsch: Von den Kennzeichen der Leidenschaften des Menschen
- Traité de la connoissance des animaux, où tout ce qui a esté dict pour et contre le raisonnement des bestes est examiné par le sieur de La Chambre (1647). Réédition : Fayard, Paris, 1989. Deutsch: Betrachtungen über der Thiere Erkenntniß ...
- Discours sur les principes de la chiromancie (1653)
- Novae methodi pro explanandis Hippocrate et Aristotele specimen, clarissimis scholae parisiensis medicis, D. D. Marinus Curaeus de La Chambre. Suivi de : La Physique d'Aristote mise en françois (1655)
- L’Art de connoistre les hommes (2 volumes, 1659–69)
- La Lumière (1662; Digitalisat)
- Nouvelles observations et coniectures sur l’iris. Jacques Dallin, Paris 1662 (französisch, beic.it).
- Recueil des épistres, lettres et préfaces de M. de La Chambre (1664) Publié par Pierre Cureau de La Chambre. Deutsch: Anleitung zur Menschenkenntniß
- Recueil des Epistres ..., Paris (1664).
- Le Système de l’âme (1664). Réédition : Fayard, Paris, 2004.
- Discours sur les causes du débordement du Nil. Discours de la nature divine selon la philosophie platonique (1665)
- Discours de l’amitié et de la haine qui se trouvent entre les animaux (1667)